# 포천노곡초등학교
포천노곡초등학교는 대한민국 경기도 포천시 이동면 노곡리에 있는 공립 초등학교이다.

## 학교 연혁
- 1962년 5월 20일 이동초등학교 노곡분실 인가
- 1964년 3월 3일 이동초등학교 노곡분교(5학급)
- 1967년 3월 1일 포천노곡초등학교 승격, 분리
- 1987년 3월 1일 병설유치원 개원
- 1996년 3월 1일 포천노곡초등학교로 학교명 개명
- 1998년 10월 2일 교사 증축 6개교실, 화장실, 수도
- 2003년 4월 10일 공동관사 1동(8가구) 신축 준공
- 2003년 10월 30일 야외학습장(육각정), 실외화장실, 정화조 주변 조경 준공
- 2004년 2월 10일 전력 확장 공사 준공
- 2007년 8월 17일 과학실 현대화 사업 실시
- 2007년 12월 20일 화장실 리모델링 완공
- 2008년 2월 20일 방과후 보육교실 인테리어 공사
- 2011년 3월 1일 제14대 교장 김현철 취임
- 2012년 3월 1일 포천시지정 자랑스런학교 선정
- 2012년 3월 1일 초등학력향상운영교 지정
- 2012년 9월 1일 혁신학교예비지정교 지정
- 2013년 2월 1일 본교 창틀교체
- 2013년 2월 1일 혁신학교 지정
- 2015년 3월 1일 제15대 교장 류재철 취임

## 참고 자료
- 포천노곡초등학교 - 한국교육학술정보원 학교알리미